# Samantha Womack
Samantha Zoe Womack (geb. Janus, * 2. November 1972 in Brighton, England) ist eine britische Schauspielerin. Sängerin und Musicaldarstellerin.

## Leben
Sie genoss in jungen Jahren eine Ausbildung an der Sylvia Young Theatre School in London. Als Gewinnerin des britischen Vorentscheids durfte sie beim Concorso Eurovisione della Canzone 1991 in Rom für ihr Heimatland antreten. Mit dem Popsong A Message to Your Heart gelangte sie – damals noch unter ihrem Geburtsnamen Samantha Janus – auf Platz zehn. In den UK-Charts erreichte die Single Platz 30 und brachte ihr einen Auftritt bei Top of the Pops ein. Damit war ihr Popkarriere beendet. In Interviews redet sie nur noch ungerne über die Teilnahme. Für sie sei es lediglich ein bezahlter Auftritt gewesen, da sie das Geld brauchte. Auch der Auftritt bei Top of the Pops sei ihr peinlich gewesen.
Zur gleichen Zeit begann ihre Karriere als Schauspielerin, sie war mehrmals in Fernsehserienfolgen und auf der Musicalbühne zu erleben. Von 1994 bis 1998 hatte sie eine Hauptrolle als Mandy in der BBC-Sitcom Game On und wurde dadurch landesweit bekannt. 1998 spielte sie in den Serien Liverpool 1 und Babes in the Wood. Nach einer Babypause war sie von 2002 bis 2003 in der Dramaserie Strange zu sehen und 2006 in der Comedyserie Home Again. Seit dem Jahr 2007 spielte sie die Figur Ronnie Mitchell in der BBC-Seifenoper EastEnders. 2011 spielte sie in der Londoner Produktion des Musicals South Pacific im Barbican Centre die Hauptrolle der Nellie Forbush.

## Filmografie (Auswahl)
- 1990: Jekyll und Hyde (Jekyll and Hyde, Fernsehfilm)
- 1991: Der Mörder mit den Silberflügeln (A Murder of Quality)
- 1993: Demob (Fernsehserie, sechs Episoden)
- 1995–1996: Pie in the Sky (Fernsehserie, 22 Episoden)
- 1997: The Grimleys (Fernsehfilm)
- 1997: Breeders
- 1998: Up ’n’ Under
- 1995–1998: Game-On (Fernsehserie, 18 Episoden)
- 1998: Imogen’s Face (Fernsehserie, drei Episoden)
- 1998: Liverpool 1 (Fernsehserie, sechs Episoden)
- 1998: Babes in the Wood (Fernsehserie, sieben Episoden)
- 1999: Cinderella (Fernsehfilm)
- 2003: Strange (Fernsehserie, sechs Episoden)
- 2004: The Baby Juice Express
- 2004: Lighthouse Hill
- 2006: Home Again (Fernsehserie, fünf Episoden)
- 2007: Forgiven (Fernsehfilm)
- seit 2007: EastEnders (Fernsehserie)
- 2013–2014: Mount Pleasant (Fernsehserie, sechs Episoden)
- 2014: One Night in Istanbul
- 2014: Kingsman: The Secret Service
- 2017: Kingsman: The Golden Circle
- 2019: Silent Witness (Fernsehserie, zwei Episoden)
- 2022: Nachbarn (Fernsehserie, zehn Episoden)